# Cordia mexiana
Cordia mexiana är en strävbladig växtart som beskrevs av Ivan Murray Johnston. Cordia mexiana ingår i släktet Cordia, och familjen strävbladiga växter. Inga underarter finns listade i Catalogue of Life.